# Haaltert
Haaltert – miejscowość i gmina (gemeente) w Belgii, w Regionie Flamandzkim, w prowincji Flandria Wschodnia, w okręgu Aalst

## Podział administracyjny
W skład gminy wchodzą trzy dzielnice (deelgemeente):
- Denderhoutem
- Heldergem
- Kerksken

## Demografia
- Źródła:NIS, :od 1806 do 1981= według spisu; od 1990 liczba ludności w dniu 1 stycznia

1 stycznia 2024 całkowita populacja Haaltert liczyła 19 402 osoby. Łączna powierzchnia gminy wynosi 30,52 km², co daje gęstość zaludnienia 636 mieszkańców na km².